# Ehemalige Stadtkommandantur Koblenz

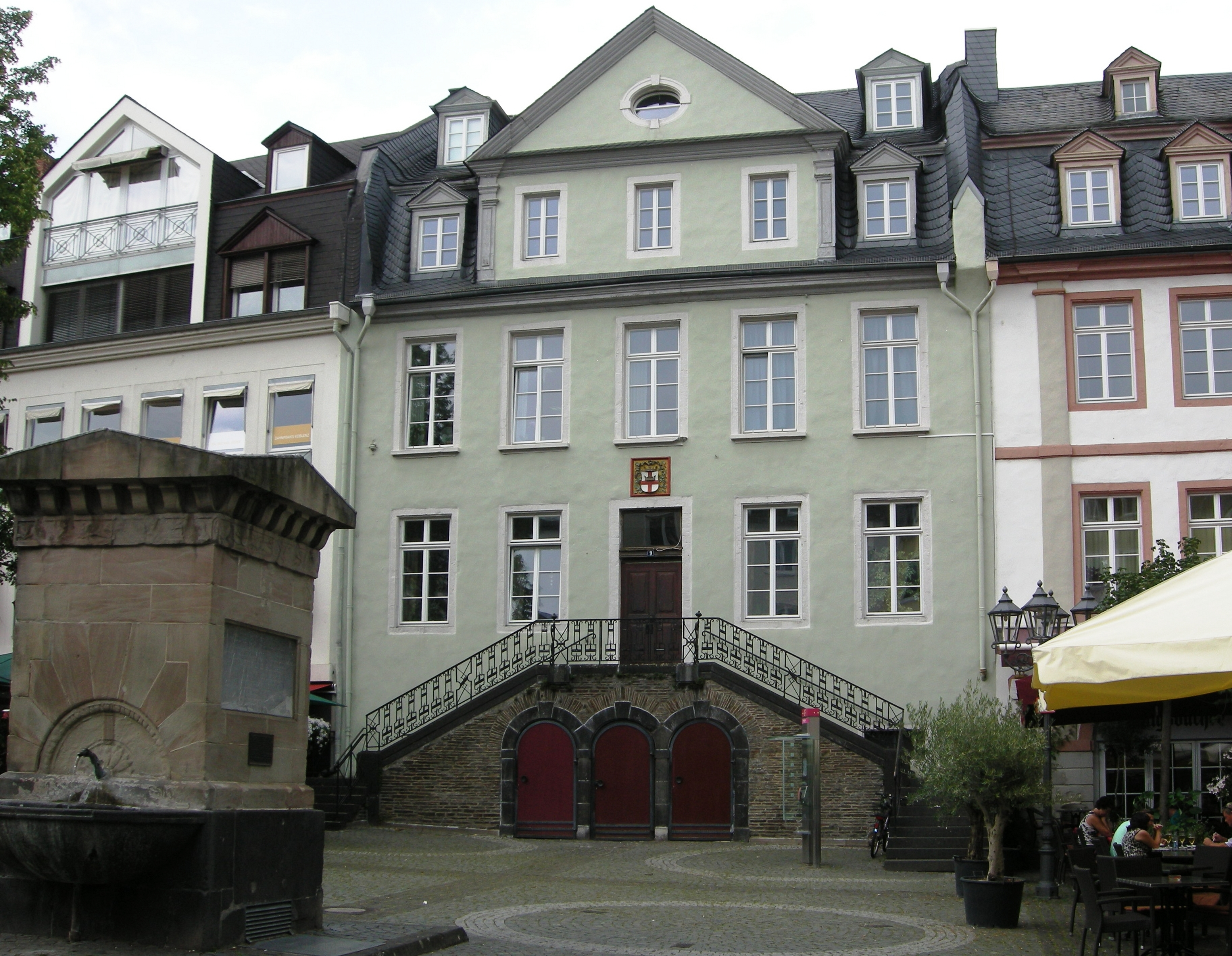
Ehemalige Stadtkommandantur in Koblenz an dem Platz Am Plan - Links zu sehen ist der Brunnen Am Plan

Die ehemalige Stadtkommandantur Koblenz ist ein Gebäude in Koblenz. Die Vorderseite liegt an dem Platz Am Plan. Das Gebäude wurde im Laufe der Zeit sowohl als Rathaus als auch als Feuerwache genutzt. Heute ist es ein Wohnhaus. Der Bau ist ein Beispiel für strenge barocke Architektur nach französischem Vorbild, die Koblenz am Anfang und im letzten Drittel des 18. Jahrhunderts prägte.

## Lage
Die ehemalige Stadtkommandantur Koblenz befindet sich zwischen den Plätzen Am Plan und An der Owerpfarrkirch. Das Gebäude trägt die Adresse Am Plan 9. Der Platz An der Owerpfarrkirch war ehemals der Friedhof an der Liebfrauenkirche. Das spätantike Kastell Confluentes verlief durch den Standort des Gebäudes.

## Geschichte
Die ehemalige Stadtkommandantur wurde zwischen 1719 und 1722 nach Plänen von Johann Georg Judas erbaut. In ihrer Funktion als Stadtkommandantur war sie Dienstsitz des kurtrierischen Festungskommandanten. Von 1805 bis 1895 wurde das Gebäude als Rathaus genutzt und bis 1888 befand sich auch die Dienstwohnung des Oberbürgermeisters in diesem Haus. Nach Plänen des Architekten und Stadtbaurats Friedrich Neumann wurde es 1911/12 im neubarocken Stil umgebaut. Dabei erhielt das Gebäude das dominante Zwerchhaus. Von 1911 bis 1973 wurde das Gebäude dann von der Koblenzer Feuerwehr genutzt. Saniert wurde das Gebäude in den Jahren 2001 und 2002.

## Baugefüge
Das Erste Obergeschoss Am Plan entspricht – wegen enormer Höhenunterschiede – dem Erdgeschoss auf der Seite zur Liebfrauenkirche. Das Gebäude ist ein achsensymmetrischer, zweigeschossiger Putzbau mit einem Souterrain seitens Am Plan. Auf dieser Seite befindet sich eine fast die komplette Breite des Hauses einnehmende, zweiläufige Freitreppe. Unterhalb der Freitreppe befinden sich drei rundbogige Zugänge zum Souterrain mit Basaltgewänden und markantem Schlusssteinen. Über dem Haupteingang ist das Koblenzer Stadtwappen angebracht. Ebenfalls auf der Vorderseite des Gebäudes befindet sich ein dominantes Zwerchhaus mit Giebel und es trägt ein Mansarddach in Traufsteinlage.
Das Gebäude umfasst einen Seitenflügel, der fast die gesamte Westseite des Platzes An der Owerpfarrkirch einnimmt. Der Seitenflügel hat große an die Originalformen angelehnte Sprossenfenster. Im Erdgeschoss befinden sich eine nahezu vollständig erhaltene Stuckprofildecke und im hinteren Teil des ersten Erdgeschosses ist eine barocke Treppe.

## Denkmalschutz
Das Gebäude der ehemaligen Stadtkommandantur ist ein geschütztes Kulturdenkmal nach dem Denkmalschutzgesetz und in der Denkmalliste des Landes Rheinland-Pfalz eingetragen. Seit 2002 ist das Gebäude der ehemaligen Stadtkommandantur Teil des UNESCO-Welterbes Oberes Mittelrheintal.